# Dudum in generali concilio
Dudum in generali concilio е папска була на римския папа Климент V, издадена във френския град Авиньон на 31 декември 1312 г., относно някои въпроси за предаване правата и имуществото на ликвидирания Орден на тамплиерите в собственост на Ордена на хоспиталиерите, както и относна дейността на последния в Светите земи.
Папа Климент V издава булата поради продължаващите спорове относно предаване на имуществото на тамплиерите в полза на рицарите-хоспиталиери. Вероятно папата подозира, че френският крал, аристокрацията и някои епископи във Франция, искат да придобият активите на тамплиерите. За да предотврати това, както и да се избегнат раздорите относно имуществото на тамплиерите в Светите земи, папата въвежда няколко нови правила.
На първо място – изисква да се състави опис на всички имоти на хоспиталиерите в Светите земи и тяхната стойност, както старите, така и придобитите по линия на приемство от ордена на тамплиерите. След приключване на тази оценка, и като се вземат предвид необходимите местни разходи, Светия престол се задължава да се поддържа непрекъснато в Светите земи определен брой братя и рицари, които да работят ефективно и да се стремят да спечелят Свещената земя и я защитават от враговете на християнството. Според папата в Европа трябва да останат само тези хоспиталиери, които са необходими за поддръжка на имотите на ордена, както и тези, които са стари, болни или негодни за война. Папата призовава младите и силни рицари-хоспиталиери, да заминат за Светите земи. Опасявайки се, че не може да наложи тази политика, и на своите приемници, папата изразява надежда, че създаването на единен регистър на ордена, включващ данни за имуществото, дейността и броя на братята и рицарите, необходими за осъществяване задачите на ордена в чужбина, ще направи този курс на действие възможен и по-лесен.
На второ място – за избягване споровете между местните епископи и Ордена на хоспиталиерите, се предвижда разрешаването на имуществените спорове от специални комисии, съставени от двама местни духовници и един папски пратеник, като папата предвижда личното си одобрение и потвърждение, като последна инстанция, на всички актове и декрети, касаещи имуществото на разпуснатия орден
На трето място – папата отново настоява епископите на Франция, които все още са във владение на имотите на Ордена на тамплиерите, да предадат имуществото на хоспиталиерите, както и да уточнят спорните въпроси с Ордена на хоспиталиерите, за да бъдат те окончателно решени от папата.